# Rodney Strasser
Rodney Strasser (Freetown, 3 maart 1990) is een profvoetballer afkomstig uit Sierra Leone. Hij heeft sinds het seizoen 2024/2025 geen club.

## Spelerscarrière
Strasser kwam in de jeugd van AC Milan terecht, nadat hij in 2007 de overstap maakte van Kallon FC. Hij debuteerde voor het eerste elftal op 21 december 2008 thuis tegen Udinese. In de 82e minuut viel hij in voor Kacha Kaladze. Het duel werd met 5-1 gewonnen. Vooralsnog speelt hij zijn meeste wedstrijden voor het jeugdteam van AC Milan, dat uitkomt in de Campionato Nazionale Primavera. Zijn eerste doelpunt maakte hij op 6 januari 2011 tegen Cagliari, na een doorsteekpass van nieuwkomer Antonio Cassano. AC Milan leent hem tussen januari 2013 en juni 2013 uit aan Parma. 

## Statistieken
| Seizoen | Club                   | Land     | Competitie    | Wed. | Goals |
| ------- | ---------------------- | -------- | ------------- | ---- | ----- |
| 2008/09 | AC Milan               | Italië   | Serie A       | 1    | 0     |
| 2009/10 | AC Milan               | Italië   | Serie A       | 1    | 0     |
| 2010/11 | AC Milan               | Italië   | Serie A       | 3    | 1     |
| 2011/12 | → US Lecce             | Italië   | Serie A       | 12   | 1     |
| 2012/13 | AC Milan               | Italië   | Serie A       | 0    | 0     |
| 2012/13 | → Parma                | Italië   | Serie A       | 2    | 0     |
| 2013/14 | → Reggina              | Italië   | Serie B       | 22   | 0     |
| 2014/15 | Genoa                  | Italië   | Serie A       | 0    | 0     |
| 2014/15 | → Livorno              | Italië   | Serie B       | 2    | 0     |
| 2015/16 | → Lupa Castelli Romani | Italië   | Lega Pro      | 16   | 1     |
| 2015/16 | → NK Zagreb            | Kroatië  | Prva HNL      | 12   | 0     |
| 2016/17 | → Gil Vicente          | Portugal | Segunda Liga  | 13   | 0     |
| 2018/19 | Villafranca            | Italië   | Serie D       | 14   | 0     |
| 2020/21 | TPS                    | Finland  | Veikkausliiga | 9    | 0     |
| 2021/22 | Cattolica              | Italië   | Serie D       | 6    | 0     |
| 2023    | FAVL Cimini            | Italië   | Onbekend      | -    | -     |
| Totaal  |                        |          |               | 123  | 3     |

Statistieken bijgewerkt tot 1 november 2023.